# Maratus volans
Maratus volans, o l'aranya paó, de la família dels saltícids, i més precisament, dins del clade Salticoida, es distribueix per diversos hàbitats de tota Austràlia, sent l'espècie del gènere Maratus amb el major rang de distribució.
Es distingeix, com les altres espècies del gènere Maratus, per la seva petita mida i els seus colors vius (verds, taronges, rojos i blaus).

## Descobriment i etimologia
La primera descripció d'aquesta espècie (Salticus volans inicialment) la va fer l'aracnòleg anglès Octavius Pickard-Cambridge l'any 1874. Als seus comentaris sobre els exemplars de Nova Gal·les del Sud mencionava que “les havia observat elevant i deprimint les aletes abdominals i també utilitzant-les com a ales o suports per sostenir la longitud dels seus salts”, i per això li va assignar l'epítet “volans” (volador en llatí) a aquesta aranya. Això ha fet arribar a la literatura de les aranyes d'Australàsia que aquesta espècie vola o planeja, però aquest fet s'ha pogut desmentir, ja que s'ha demostrat que aquestes aletes les utilitzen els mascles pel festeig sexual a les femelles, com fan altres espècies del gènere Maratus. Aquest comportament és un dels seus trets més distintius.
Aleshores, Salticus volans (també conegut com Saitis volans) va ser reorganitzat al gènere Maratus per Marek Zabka l'any 1991.

## Taxonomia
Maratus volans és un artròpode de la família dels saltícids, dins del subordre Araneomorphae. Aquesta família, la de les aranyes saltadores, és molt diversa, amb 592 gèneres i aproximadament 5,615 espècies descrites. A més, es creu que moltes espècies encara no han estat descobertes, o encara no han estat identificades. Més precisament, aquesta espècie se situa dins de la subfamília Salticinae, i en el clade Salticoida.
Dins del gènere Maratus, les relacions entre espècies no estan resoltes, però s'estima que hi ha almenys més de 40 espècies, amb moltes que manquen per a descobrir.
Dins d'aquest gènere, s'han establert 11 clades; Anomalus, Calcitrans, Chrysomelas, Fimbriatus, Harrisi, Mungaich, Pavonis, Spicatus, Tasmanicus, Velutinus, i Volans, pertanyent a aquest últim Maratus volans.

## Descripció
Són aranyes petites, ambdós sexes mesuren 5 mm de longitud. Els juvenils són marronosos, amb taques més fosques, com les femelles.
Tanmateix, els mascles adults presenten colors molt vistosos: el cefalotòrax és normalment de color marró fosc grisós, amb franges roges. L'abdomen presenta un color verd, amb franges horitzontals i verticals, blaves i verdes. De l'abdomen en surten dues aletes, una a cada costat, d'un color taronja vistós i amb les mateixes bandes que a la part central de l'abdomen. Aquestes aletes es troben en repòs als costats de l'abdomen, i poden ser desplegades, donant a l'abdomen una forma arrodonida.
Tenen vuit ulls, i es caracteritzen, com els altres saltícids, per tenir els ulls anteriors mitjans grans.
L'animal també presenta pèls per tot el cos, d'un color blanc.

## Comportament
L'aranya Maratus volans presenta una de les exhibicions de festeig més elaborades dins dels artròpodes. En aquest festeig el mascle passa per diferents fases on s'inclouen senyals vibratoris i balls, essent ambdós elements determinants per a l'èxit de l'aparellament.

### Festeig
El festeig presenta un gran component visual, una dansa que involucra tant la coordinació del tercer parell de potes, ornamentades, com la de la seva aleta opistosòmica, que és especialment acolorida i consta d'un disseny propi de l'espècie. Aquesta aleta opistosòmica acostuma a romandre ficada al voltant de l'abdomen o opistosoma, de manera que s'exposa i belluga pel festeig únicament.
Per la dansa s'alterna i combina el moviment de múltiples apèndixs corporals. Primerament, s'inicia el festeig, apropant-se des de la distància a la femella, amb el balanceig opistosòmic, on l'opistosoma es mou de dalt a baix ràpidament. Aquest moviment pot ser realitzat amb l'aleta estesa en forma de ventall o amb l'aleta doblegada al voltant de l'opistosoma. Durant aquest balanceig totes les potes romanen en contacte amb el substrat o amb el tercer parell de potes alçat. Aquest moviment va abans que qualsevol altre i es repeteix entre rondes d'agitació de les potes i balls de l'aleta en forma de ventall.
En segon lloc, el mascle duu a terme un parpelleig dels pedipalps, ajuntant els pedipalps a la part frontal del cap i movent-los, a la vegada, a dalt i a baix. Aquest moviment es repeteix de forma intermitent al llarg del festeig. Els següents moviments es poden anar intercalant, segons avança el festeig.
Després de múltiples episodis de balanceig opistosòmic, comença el ball de les potes. Per aquest ball el tercer parell de potes es troba estès i aixecat de forma erecta donant una espècie d'ona. De forma pràcticament simultània a l'extensió d'aquest tercer parell de potes, les mateixes baixen cap a l'opistosoma lleugerament per formar una forma de "V". En el punt més baix d'aquest aproximament a l'opistosoma es flexionen a l'alçada de la ròtula i procedeixen a girar ràpidament cap amunt i cap endavant fins a la posició inicial d'extensió. Aquest moviment, de forma reiterada, compon el ball de les potes. La seva velocitat fa que sembli fluid.
Quan el mascle es troba molt a prop de la femella inicia el ball del ventall, en el qual presenta l'aleta opistosòmica oberta en forma de ventall i mou aquest de forma lateral, cap a un costat i l'altre, a diferents velocitats. Acostuma a acompanyar-se del ball del tercer parell de potes, sincronitzant el ritme i el sentit, però es pot donar sense el ball de potes (tant amb les potes erectes com en contacte amb el substrat). Aquest ball del ventall presenta pauses, durant les quals es dona l'aleteig de l'aleta. Aquest consisteix en l'extensió i retracció de l'aleta opistosòmica mentre l'opistosoma està orientat de forma vertical i el tercer parell de potes és erecte però aturat.
Finalment, es duu a terme la mostra premuntatge. En aquest moviment final el tercer parell de potes roten cap endavant i el prosoma s'aixeca per sobre del primer i segon parell de potes. De forma simultània, l'aleta opistosòmica es retreu, amagant-se, i l'opistosoma s'inclina fins a tenir la regió posterior a prop del substrat. Això és seguit per breus rondes de balanceig de l'opistosoma espaiades temporalment, cada ronda de balanceig essent acompanyada de tremolors i abaixament del tercer parell de potes, de manera que la seva posició inicialment erecta baixa gradualment. Després el primer parell de potes es flexionen i eleven lleugerament a la vegada que el tercer parell de potes roten fins a situar-se darrere dels altres dos parells de potes, formant una "V" invertida a l'ésser estès. El primer parell de potes passa a estar estès davant del prosoma i es mouen més a prop de la femella a la vegada que es repeteixen les rondes de balanceigs de l'opistosoma. Aquest moviment es presenta al final del festeig, donant lloc de forma immediata a l'intent de muntatge per part del mascle.

### Vibracions
Els senyals vibratoris s'utilitzen al llarg del festeig i acostumen a ser precursores de l'exhibició de moviments del component visual del festeig. Les vibracions es donen per l'oscil·lació de l'opistosoma, de manera que tots els senyals vibratoris coincideixen amb el balanceig opistosòmic i són absents durant els moviments laterals. Tot i això, es desconeix el mecanisme d'acció per a dur a terme les vibracions, se sospita que siguin fruit de l'estridulació d'estructures del prosoma amb l'opistosoma o que les generi la tremolor de l'opistosoma passant al substrat a través de les potes.
Hi ha dos tipus de senyals vibratoris, les que ocorren immediatament i de forma intermitent al llarg del festeig i les que únicament es donen a la mostra premuntatge. El primer tipus acostuma a abundar a l'inici, quan la femella es troba a major distància del mascle. Estan formades per dos elements "rumbles" i "rumps" que es combinen de diferent forma i continuen durant pauses del ball del ventall i el ball de les potes. Quan arriba el moment previ a l'intent de muntar la femella es duen a terme dues vibracions del segon tipus. Una és de freqüència més baixa i coincideixen amb les rondes de balanceig de l'opistosoma i tremolors de les potes. L'altra es produeix als estadis finals previs al muntatge i continuen mentre el mascle munta i intenta copular amb la femella. Aquesta vibració comença quan el tercer parell de potes estan en forma de "V" invertida i el primer parell estès enfront del prosoma. Les vibracions estan sincronitzades amb el moviment, de manera que quan el mascle procedeix a passar el prosoma de la femella per apropar-se al seu opistosoma ho fa al ritme de les vibracions.

### Tria de la femella i selecció sexual
Les femelles tendeixen a reproduir-se amb els mascles que ofereixen un festeig visual més prolongat, preferint aquells mascles que dediquen més esforç al festeig combinant diversos moviments. Tot i ser relacionat més dèbilment, també prefereixen els mascles que produeixen senyals vibratoris durant més temps i amb major vigor. A més la còpula és més duradora quan el festeig visual és més extens temporalment.

### Agressió de la femella
Les femelles acostumen a atacar als mascles quan no es troben receptives. Les femelles que copulen amb el mascle rarament l'ataquen, mentre que les femelles que no copulen amb el mascle ataquen en moltes ocasions. La conducta varia segons si són femelles que ja han copulat amb anterioritat o si no han copulat encara per primera vegada. Les femelles que no han copulat encara per primera vegada, en cas de no estar receptives, ataquen al mascle poc més d'un terç de les vegades. Les femelles que ja han copulat, en canvi, són molt més agressives i ataquen el 90% de les vegades al mascle.

### Copulació i aproximament
L'aproximament a la femella es duu a terme durant els últims estadis del festeig, quan el mascle canvia les seves vibracions i recull l'aleta opistosòmica, estenent el primer parell de potes per davant del prosoma a la vegada que balanceja l'opistosoma. En cas que la femella no fugi, procedeix a intentar muntar-la passant pel seu prosoma i aproximant-se al seu opistosoma. Així es dona la còpula, que pot durar des de múltiples minuts fins a més d'una hora. De forma posterior a la còpula és molt poc probable que la femella torni a copular amb qualsevol mascle.

### Feromones
A més de senyals vibratoris i visuals, és possible que els mascles del gènere Maratus utilitzin comunicació química per a localitzar i assegurar una parella. Dins de la seva família són comuns les feromones de contacte a les línies d'arrossegament ("drag-lines") de seda, les quals són detectades per quimioreceptors presents tant als palps com a les potes. Aquestes feromones de contacte poden desencadenar en el festeig en absència de senyals visuals.

## Alimentació
Aquestes aranyes són caçadores diürnes que s'alimenten principalment d'insectes (com formigues i ortòpters) i altres aranyes. L'evolució d'un sistema visual agut als saltícids es va originar gairebé amb tota certesa com a adaptació per aguaitar les seves preses. Tanmateix, aquest desenvolupament també va facilitar un estil de vida errant diferent del dels seus avantpassats que caçaven a l'aguait, fet que va permetre a les aranyes saltadores deambular i trobar-se amb molts entorns. L'agudesa visual probablement va resultar útil per aquests animals per navegar, habitar i explorar nous tipus d'hàbitats, i sens dubte, va establir les bases per l'evolució dels senyals visuals complexos.
Com altres aranyes saltadores, no depenen de les teranyines per atrapar les seves preses. Utilitzen la seva aguda vista per aguaitar a la seva pressa i, finalment, perseguir-la i saltar sobre aquesta per fer-li una mossegada mortal. S'ha observat que salten fins 40 vegades més alt que la longitud del seu cos.

## Reproducció i cicle de vida

### Activitat
M. volans acostumen a ser més actius durant la primavera (primavera austral), que és la seva època de reproducció. Els mascles madurs apareixen de l'agost fins al desembre, mentre que les femelles apareixen una mica més tard i sobreviuen més temps. Al desembre, les femelles romanen amagades per pondre els ous i protegir-los dels depredador.

### Cicle biològic
Les femelles immadures d'aquesta aranya s'assemblen als adults, excepte que els seus pedipalps són incolors. Els mascles immadurs de M. volans manquen d'un ventall opistosòmic, una prominent banda marginal blanca de l'exoesquelet, així com d'especialització a les potes posteriors. Els mascles no generen els seus colors fins a la maduració sexual (Girard i Endler, 2014). La seva esperança de vida és d'aproximadament un any.

### Ous
Al desembre s'observa que les femelles creen nius subterranis on ponen els ous. S'ha observat que les femelles d'aquesta espècie ponen entre 6 i 15 ous per posta. S'ha observat que alguns M. volans fan diverses postes consecutives.

## Distribució i hàbitat
Anteriorment, es pensava que les aranyes paó es trobaven tan sols a la meitat sud d'Austràlia, però col·leccions recents han descobert que es poden trobar en tots els estats i territoris del país.
Segons l'espècie, poden viure en un rang d'hàbitats diferents. Maratus volans, és una de les espècies del gènere amb major rang de distribució, fent així possible la seva presència en diferents ambients d'Austràlia (com molts altres saltícids); des de dunes de sorra en les costes temperades fins a praderies en les zones semiàrides. La majoria d'espècies de Maratus que es coneixen es troben en els ambients de sòl, sovint entre la fullaraca dels boscos d'eucaliptus.

## Fisiologia

### Vista
Com s'ha comentat abans, la vista de Maratus volans va ajudar en la seva tasca de depredació inicialment, però també ha ajudat a desenvolupar un comportament sexual sofisticat.
Les aranyes de la família dels saltícids utilitzen els seus vuit ulls per a percebre moviment i profunditat amb unes habilitats excepcionals, amb dos ulls principals prominents que tenen una excel·lent resolució i tres parells de laterals que ajuden a la detecció del moviment.
Tot i ser uns artròpodes de mida tan reduïda, s'han apropat al límit físic de resolució òptica per la seva grandària. Essent el seu angle de resolució mínim (agudesa) d'aproximadament 0,04º, que supera el millor dels millors insectes (0,4º) i la gran majoria d'invertebrats.
A més a més de la resolució, també poden captar els colors de manera més eficient que nosaltres, similar a les aus, essent fins i tot sensibles als rajos UV. Això és gràcies als seus característics ulls mitjans anteriors engrandits, que contenen una lent de teleobjectiu i retina en capes (cadascuna amb cèl·lules fotoreceptores d'absorció diferents) i als quatre canals uniformement espaiats (incloent-hi un fotoreceptor sensible als rajos UV).
En la família sencera, s'ha trobat que la regió de processament visual en el cervell és més gran que la d'altres artròpodes de mida semblant.

### Escames i aletes
Les característiques aletes plegades sobre l'abdomen en els mascles adults, presenten escates i pèls que produeixen els seus llampants patrons de colors. Aquestes escates reflecteixen la llum en l'espectre visible i en l'ultraviolat, que gràcies als receptors de múltiples capes generen aquests colors iridescents. Sembla que les escates iridescents blaves i verdes són estructurals, combinant reixetes de difracció superficial amb reflectors de múltiples capes per produir colors basats en la interferència. En canvi, els colors vermells i grocs es produeixen a partir de pèls pigmentats. Aquesta varietat de colors és funcional i útil gràcies a la seva bona visió.

## Estat de conservació
L'estat de conservació d'aquesta espècie no és conegut, ja que no se n'han fet estudis. Aquesta espècie no apareix a la Llista Vermella de la UICN.